# Léon Conquet
Antoine Léon Conquet (14 avril 1848 à Espalion-17 décembre 1897 à Paris) est un libraire et éditeur français, installé à Paris et spécialisé dans la haute bibliophilie.

## Biographie

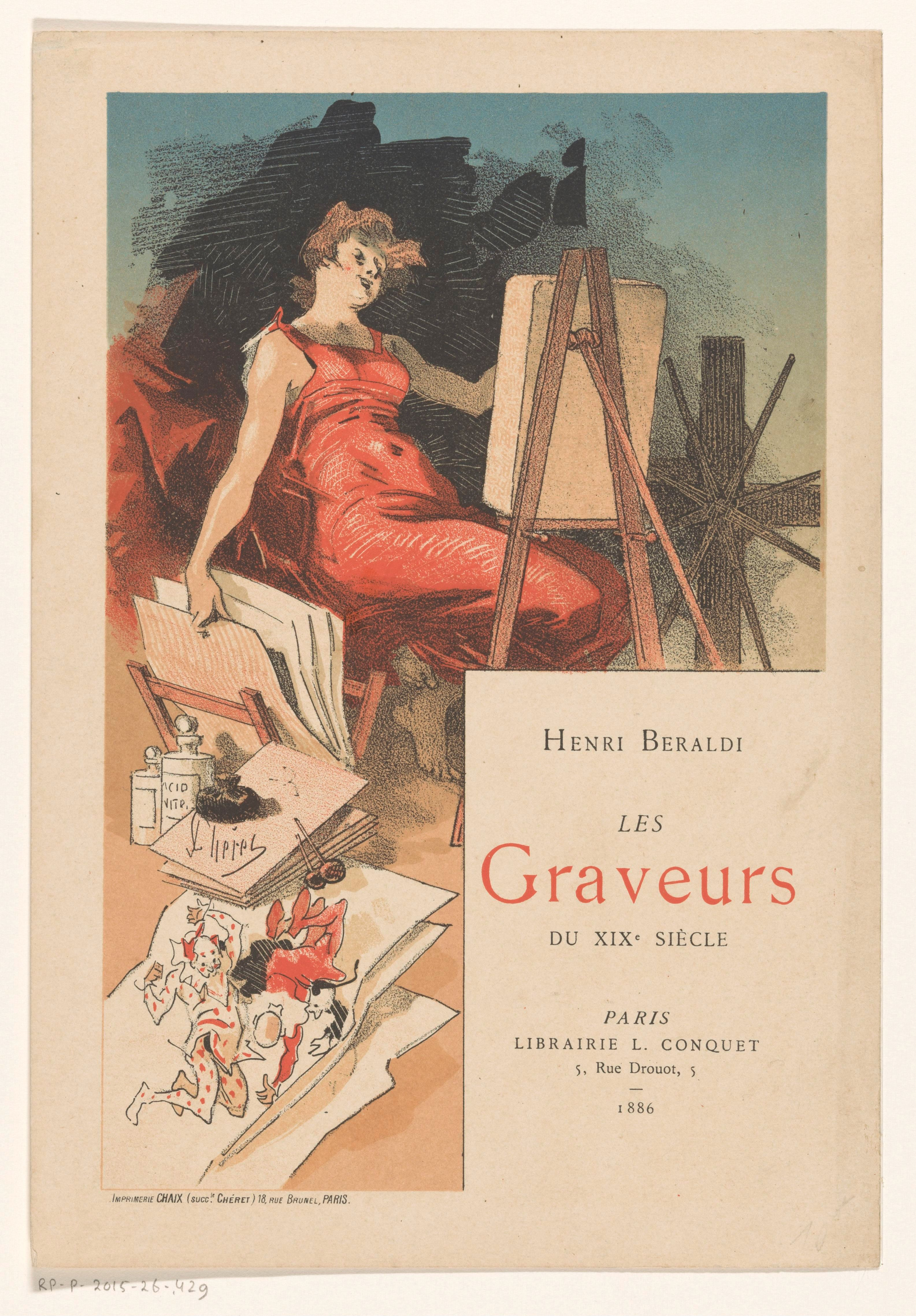
Affiche lithographiée pour Les graveurs du XIXe siècle signée Jules Chéret (1886).

Antoine Léon Conquet est né le 14 avril 1848 à Espalion, fils d'Étienne Conquet, marchand tailleur, et Marguerite Burguière.
Au début des années 1860, il entre comme apprenti chez son cousin, le libraire-éditeur Pierre-Jean Rouquette (dit P. Rouquette, 1833-1912), à Paris, 57 passage Choiseul. En 1870, il passe chez un autre libraire, Antoine Garrousse, boulevard Bonne-Nouvelle, qui était également son cousin. Au moment de la Guerre franco-prussienne, il s'engage comme légionnaire. En 1874, il succède à Garrousse, puis, en 1880, fonde sa propre boutique au 5 de la rue Drouot. 
Concurrent de Damascène Morgand et Charles Fatout, Conquet fut le premier libraire détaillant qui ait entrepris, au XIXe siècle, l’édition de luxe proprement dite, et devint, après Rouquette, le libraire de la Société des « Amis des livres », présidée par Eugène Paillet. Il fut membre du Cercle de la Librairie.
Pour les gravures originales qu'il publia pour illustrer ses propres éditions, il fit appel à Georges Cain, François Courboin, Charles Édouard Delort, Henri-Joseph Dubouchet, Hector Giacomelli, Maurice Leloir, Auguste Lepère, Émile Mas, Jules-Louis Massard, Louis Morin, Alcide Théophile Robaudi... 
En 1885, il entreprend la publication de l'un des maîtres ouvrages de Henri Beraldi, Les graveurs du XIXe siècle, guide de l'amateur d'estampes modernes, en douze volumes, achevée en 1892.
Victime d'une hémorragie cérébrale, il meurt à Paris en son domicile, 4 rue Drouot dans le 9e arrondissement le 17 décembre 1897.
La librairie devient la « société Léopold Carteret & Cie, anciennement L. Conquet ». Léopold Carteret meurt en 1948 et c'est actuellement la libraire Chamonal qui occupe toujours les anciens locaux fondés par Conquet.
« Il avait, dans le fond de son magasin de la rue Drouot, si connu des bibliophiles, une bibliothèque composée des seuls ouvrages qu’il eût publiés, exemplaires de choix, avec états spéciaux, des gravures, autographes des auteurs et des artistes, volumes admirables, revêtus de reliures exquises par les maîtres relieurs de ce temps : Champs, Carayon, Chambolle-Duru, Cuzin, Marius-Michel. » (Jules Clarétie)